# Piwnewe
Piwnewe (ukr. Півневе, do 2016 Industrialne, ukr. Індустріальне) – wieś na Ukrainie, w obwodzie ługańskim, w rejonie siewierodonieckim, w hromadzie Rubiżne. W 2001 liczyła 74 mieszkańców, spośród których 61 wskazało jako ojczysty język ukraiński, a 13 rosyjski.